# Kiểu liên hệ từ xa Bắc Mỹ - Thái Bình Dương
Kiểu liên hệ từ xa Bắc Mỹ - Thái Bình Dương (PNA) là một thuật ngữ khí hậu cho kiểu thời tiết quy mô lớn với hai chế độ, biểu thị cả mặt dương và âm, và liên quan đến mô hình lưu thông khí quyển trên khu vực Bắc Thái Bình Dương với một mô hình trên lục địa Bắc Mỹ.
Pha dương của mẫu PNA có độ cao áp suất khí quyển trên trung bình ở vùng lân cận Hawaii và trên khu vực liên núi của Bắc Mỹ và độ cao dưới trung bình nằm ở phía nam quần đảo Aleutian và phía đông nam Hoa Kỳ. Mô hình PNA được liên kết với sự dao động mạnh mẽ về năng lượng và vị trí của dòng tia Đông Á. Pha dương được liên kết với một dòng tia Đông Á tăng cường và với sự dịch chuyển về phía đông trong khu vực thoát tia về phía tây Hoa Kỳ. Pha âm có liên quan đến sự rút lại về phía tây của dòng tia đó về phía đông châu Á, ngăn chặn hoạt động trên các vĩ độ cao của Bắc Thái Bình Dương và cấu hình dòng chảy mạnh trên trung tâm Bắc Thái Bình Dương.
Pha dương của kiểu PNA có liên quan đến nhiệt độ trên trung bình so với miền tây Canada và cực tây Hoa Kỳ, và nhiệt độ dưới trung bình trên khắp miền trung nam và đông nam Hoa Kỳ. PNA có xu hướng ít có tác động đến sự thay đổi nhiệt độ bề mặt so với Bắc Mỹ trong mùa hè. Các dị thường lượng mưa liên quan bao gồm các tổng số trên trung bình ở Vịnh Alaska kéo dài vào Tây Bắc Thái Bình Dương Hoa Kỳ và các tổng dưới trung bình trên vùng Trung Tây Hoa Kỳ.
Pha âm của PNA được liên kết với các hoạt động đối lập.
Mặc dù mô hình PNA là một chế độ tự nhiên nội tại của biến đổi khí hậu, nó cũng bị ảnh hưởng mạnh mẽ bởi dao động El Niño - Nam (ENSO). Pha dương của kiểu PNA có xu hướng liên quan đến các giai đoạn ấm áp Thái Bình Dương (El Niño), và pha âm có xu hướng liên quan đến các đợt lạnh Thái Bình Dương (La Niña).